# Jelena Tornikidoe
Jelena Andonisovna Tornikidoe (Russisch: Елена Андонисовна Торникиду) (Tasjkent, 27 mei 1965)  is een Russisch professioneel basketbalspeelster van Oezbeekse afkomst die voor het nationaal team van Sovjet-Unie en het Gezamenlijk team speelde. Ze werd Meester in de sport van de Sovjet Unie in 1992. Ze is de dochter van een Griekse vader en Russische moeder en werd geboren in Oezbekistan en verwierf de Spaanse nationaliteit in 2005, na een lange carrière in het Spaanse basketbal, die begon in 1992.

## Carrière
Tornikidoe speelde van 1983 tot 1988 voor SKIF Jerevan. In 1988 ging ze spelen voor CSKA Moskou. Ze won in 1989 het landskampioenschap van de Sovjet-Unie. Ook won ze één keer de Ronchetti Cup. Ze wonnen de finale in 1989 van de Ronchetti Cup. Tornikidoe won van Deborah Milano uit Italië met 92-86. Met CSKA verloor Tornikidoe een keer de FIBA Women's European Champions Cup in 1990. Deze verloren ze van Trogylos Enimont Priolo uit Italië met 86-71. Na verschillende clubs in Spanje ging Tornikidoe in 2001 spelen in de WNBA. Ze gaat spelen voor Detroit Shock. In 2007 haalt ze de finale om de EuroLeague Women met haar club Ciudad Ros Casares. Ze verliezen van Spartak Oblast Moskou Vidnoje uit Rusland met 62-76. In 2010 sluit ze haar loopbaan af bij Rivas Ecópolis.
Met het Gezamenlijk team won Tornikidoe een gouden medaille op de Olympische Spelen in 1992. Met het nationale team van Sovjet-Unie won ze zilver in 1986 op het Wereldkampioenschap, goud in 1987 en 1989 op de Europese Kampioenschappen.

## Erelijst
- Landskampioen Sovjet-Unie: 1
  - Winnaar: 1989
- EuroLeague Women:
  - Runner-up: 1990, 2007
- Ronchetti Cup: 1
  - Winnaar: 1989
- Olympische Spelen: 1
  - Goud: 1992
- Wereldkampioenschap:
  - Zilver: 1986
- Europees Kampioenschap: 2
  - Goud: 1987, 1989
- Goodwill Games:
  - Zilver: 1986